# Punicalina
Punicalina es un elagitanino. Se puede encontrar en Punica granatum (granada) o en las hojas de Terminalia catappa, una planta usada para tratar la dermatitis y la hepatitis. También se encuentra en Combretum glutinosum, las tres especies de Myrtales, las dos últimas de la familia Combretaceae.
Es un muy activo inhibidor de la anhidrasa carbónica.

## Química
La molécula contiene un componente de ácido galagico enlazado a una glucosa.